# Высший военный совет (Экваториальная Гвинея)
Вы́сший вое́нный сове́т (исп. Consejo Militar Supremo, CMS), первоначально — Военно-революционный совет (исп. Consejo Militar Revolucionario, CMR) — орган военной хунты, фактическое правительство Экваториальной Гвинеи между государственным переворотом 1979 года и конституционным референдумом 1982 года.

## История

### Переворот
3 августа 1979 года президент Франсиско Масиас Нгема был свергнут в результате военного переворота, возглавляемого группой офицеров, которые учились в Военной академии в Сарагосе, среди них Эулохио Ойо Рикеса, вице-президент Бонифасио Нгема Эсоно Нчама, впавший в немилость и главный ответственный за усиление кубинского влияния в Экваториальной Гвинее, лейтенант ВМС и командующий Национальным флотом Флоренсио Майе Эла, капитан армии Сальвадор Эла Нсенг, лейтенант народного ополчения Браулио Нсуэ Она, лейтенант Феликс Мба Ондо Нчама, опальный военный начальник Рио-Муни, управляющий Народного банка Экваториальной Гвинеи Дамиан Ондо Майе Аванг. Всеми ими командовал племянник Масиаса, генерал-лейтенант Теодоро Обианг Нгема Мбасого, который был начальником тюрьмы Блэк-Бич на острове Биоко. До переворота Обианг стал генеральным секретарем Министерства народных вооруженных сил в 1976 году и заместителем министра вооруженных сил в 1979 году.

### После переворота
Свергнув Масиаса, эта группа была образована как Революционный военный совет, возглавляемый самим Обиангом. Другими членами совета были Флоренсио Майе Эла в качестве первого вице-президента и комиссара Министерства иностранных дел и Сальвадор Эла Нсенг в качестве второго вице-президента, в Совете были также и другие члены. 
Острова страны (в совокупности являющиеся частью Островного региона) были переименованы в Биоко (ранее известный как Масиас Нгема Бийого) и Аннобон (ранее известный как Пагалу). Новый режим обнаружил, что казна государства пуста, а население составляет едва ли треть от того, что было на момент обретения страной независимости в 1968 году, из-за репрессий и изгнания.
23 августа был сформирован первый министерский кабинет совета, состоящий из одиннадцати членов: Президент Обианг, Флоренсио Майе Эла в качестве первого вице-президента правительства, отвечающего за иностранные дела, Сальвадор Эла Нсенг в качестве второго вице-президента, отвечающего за финансы и торговлю, Феликс Мба Нчама (министр внутренних дел), Пабло Кбама Эйанг (министр здравоохранения), Поликарпо Мондуй Мба (министр юстиции), Педро Нсуе Кбама (министр промышленности и добычи), Паулино Обианг Энама (министр сельского хозяйства, животноводства и лесного хозяйства), Тарсисио Мане Абесо (министр культуры и общественных работ), Педро Эду (министр транспорта и урбанизма) и Мельчор Ндонг (министр труда). Министры были названы «Военными комиссарами».
25 августа Единая национальная рабочая партия (PUNT), единственная политическая партия в стране во время президентства Масиаса, была запрещена, а Революционный военный совет был переименован в Высший военный совет. В сентябре, перед судебным процессом против бывшего президента Масиаса, был раскрыт заговор с целью его освобождения из тюрьмы, и контингент из 90-110 экспертов по безопасности из Марокко прибыл в Малабо после визита в Рабат Фелисиано Мба, генерального директора службы безопасности при режиме Масиаса. Масиаса судили, приговорили к смертной казни и расстреляли 29 сентября 1979 года.
12 октября Обианг провозгласил себя президентом страны. 31 октября, впервые с 1971 года, между Испанией и Экваториальной Гвинеей было подписано соглашение о сотрудничестве и протокол действий к нему, а 5 декабря — соглашение о финансовом сотрудничестве и два протокола.
В феврале 1980 года Сальвадор Эла Нсенг был уволен с поста второго вице-президента совета и заменен Эулохио Ойо.
23 октября 1980 года Испания и Экваториальная Гвинея подписали Договор о дружбе и сотрудничестве между Испанией и Экваториальной Гвинеей 1980 года.

### Роспуск
В августе 1982 года на референдуме была принята новая Конституция, заменившая совет гражданским правительством и Палатой народных представителей.